# Diogo Morgado
Pour les articles homonymes, voir Morgado.
Diogo Morgado, né le 17 janvier 1981 à Lisbonne, est un acteur portugais. Il est principalement connu pour ses interprétations de Jésus-Christ dans le film Son of God et dans la mini-série La Bible.

## Biographie
Diogo commence une carrière en lance une autre d’acteur. Entre 1995 et 2007, il joue principalement dans des telenovelas et séries portugaises.
Plus tard, il incarnera Jésus-Christ dans la mini-série La Bible et dans le film de la 20th Century Fox : Son of God. Mais, peu après, ses interprétations de Jésus font polémique : du haut de son mètre 97, Diogo est jugé par certains être trop "séduisant" pour interpréter le Christ, il sera notamment surnommé "Hot Jesus" sur les réseaux sociaux. Le jeune acteur s'en défend : "Tout ça n’est pas pertinent. C’est drôle et je le prends comme un compliment, mais je sais aussi qu’évoquer cet aspect permet aux gens de parler de la série car ils ne savent pas le faire autrement. C’est plus facile que faire face aux questions personnelles que La Bible soulève." 
En 2015, Il remportera le Movieguide Grace Award de la catégorie "Meilleure interprétation dans un film" pour son interprétation dans Son of God.
Grâce à sa nouvelle notoriété, il est récemment apparu dans la 3e saison de la série américaine Revenge dans le rôle du Dr. Jorge Velez et dans la série The Messengers (une seule saison) dans le rôle de "The Man", à savoir le Diable.
En dehors de l'écran, Diogo est également passionné de théâtre. Il a notamment décroché les rôles principaux dans les pièces Skylight de David Hare et The Royal Hunt to the Sun de Peter Shaffer. 

## Vie privée
le 2 septembre 2009, son épouse, Cátia Oliveira, met au monde leur fils Santiago. Diogo et sa famille partagent leur temps entre Los Angeles et le Portugal.
En plus du portugais (sa langue maternelle), Diogo parle également couramment l'anglais, français et l'espagnol.

## Filmographie

### Cinéma
- 2002 : A Selva : Alberto
- 2005 : Le Crime du père Amaro : Libaninho
- 2007 : A Escritora Italiana : Joseph
- 2007 : Dos rivales casi iguales : Vincente
- 2009 : Star Crossed de Mark Heller : Hugo Pereira
- 2010 : Mami Blue
- 2011 : A Parideira
- 2011 : V Oito
- 2011 : Rosa Sangue
- 2012 : A Teia de Gelo : Jorge
- 2013 : Perto de Mais
- 2013 : Red Butterfly : Antonio Vega Jr.
- 2013 : Born to Race: Fast Track : Enzo Lauricello
- 2014 : Son of God : Jésus-Christ
- 2014 : Virado do avesso

#### Télévision
- 1995 : Os Malucos do Riso : Plusieurs rôles
- 1996 : Primeiro Amor (1 épisode)
- 1997 : A Mulher do Sr. Ministro : le mannequin (1 épisode)
- 1998 : Terra Mãe : Miguel (130 épisodes)
- 1998 : Diário de Maria
- 1999 : A Hora da Liberdade : Teixeira
- 1999 : A Lenda da Garça : Manuel Domingos (21 épisodes)
- 2000 : Médico de Família (1 épisode)
- 2000 : A Febre do Ouro Negro : Bob
- 2000 : Amo-te, Teresa : Miguel
- 2000 : Jornalistas : Bruno (1 épisode)
- 2000 : A Noiva : Eduardo
- 2000-2001 : Ajuste de Contas : Francisco (150 épisodes)
- 2001 : Teorema de Pitágoras : Roberto
- 2001 : Estação da Minha Vida : Raul
- 2002 : O Quinto dos Infernos : Dr Carlos
- 2002-2003 : Tudo Por Amor : Pedro Castelo Branco (178 épisodes)
- 2004 : O Prédio do Vasco : Docteur
- 2004-2005 : Inspector Max : Rui Leão et Miguel (2 épisodes)
- 2004-2005 : Maré Alta : Ship Passenger (19 épisodes)
- 2005 : Os Malucos nas Arábias : Plusieurs rôles
- 2005 : Diário de Sofia
- 2005 : Malucos na Praia : Plusieurs rôles
- 2005 : Malucos e Filhos : Plusieurs rôles
- 2006 : Floribella : Dinis (74 épisodes)
- 2006-2008 : Aqui Não Há Quem Viva : Fernando (22 épisodes)
- 2007 : Uma Aventura : Jaime (3 épisodes)
- 2007 : Acredita, Estou Possuído ! : Jorge
- 2007 : Vingança : Santiago Medina (217 épisodes)
- 2008 : Malucos no Hospital : Plusieurs rôles
- 2008 : Rebelde Way : Mauro (4 épisodes)
- 2008 : Podia Acabar o Mundo : Rodrigo Louro
- 2008 : Revelação : Antonio (2 épisodes)
- 2009 : 7 Vidas (1 épisode)
- 2009 : A Vida Privada de Salazar : Oliveira Salara (2 épisodes)
- 2009 : Novos Malucos do Riso : Plusieurs rôles
- 2010 : Lua Vermelha : Artur (33 épisodes)
- 2010-2011 : Laços de Sangue : João Caldas Ribeiro (315 épisodes)
- 2011 : Tempo Final : Pedro (1 épisode)
- 2012 : Maria Coroada : Basilio
- 2013 : La Bible : Jésus-Christ (5 épisodes)
- 2013 : Revenge : Jorge Velez (1 épisode)
- 2013 : Sol de Inverno : Eduardo (80 épisodes)
- 2015 : The Messenger : The Man
- 2016 : Love finds you in Valentine (Trouver l'amour à Valentine) : Derek Sterling
- 2015-2016 : Les Experts: Cyber : Miguel Vega
- 2017 : Ouro Verde (telenovela)

#### Doublage
- 2013 : La Reine des neiges (version portugaise) : Kristoff

## Distinctions

### Movieguide Awards
| Année | Travail nommé                 | Catégorie                             | Résultat |
| ----- | ----------------------------- | ------------------------------------- | -------- |
| 2015  | Diogo Morgado dans Son of God | Meilleure interprétation dans un film | Lauréat  |